# SV Hermsdorf
Der SV Hermsdorf ist ein Mehrspartensportverein aus Hermsdorf in Thüringen. Er hat 11 aktive Abteilungen (Handball, Fußball, Leichtathletik, Gymnastik, Badminton, Tischtennis, Kegeln, Volleyball, Schach, Karate und Behindertensport). Zu den erfolgreichsten Abteilungen gehören z. Z. Handball und Leichtathletik.
Die 1. Männermannschaft im Handball spielt in der Saison 2013/2014 in der Mitteldeutschen Handball-Oberliga. Die Leichtathletikabteilung ist Jugendtalentezentrum des Freistaates Thüringen.
Beheimatet ist der SV Hermsdorf in der Werner-Seelenbinder-Sportstätte. Die Anlage beinhaltet einen Naturrasenplatz, einen Hartplatz, eine 6-Bahn-Tartananlage, ein Bogenschießplatz, eine Leichtathletikanlage, eine Kegelbahn und die ca. 600 Personen fassende Werner-Seelenbinder-Turnhalle (3-Felder-Halle). Ein Großteil der Anlagen wurde seit der Deutschen Einheit grundhaft saniert.

## Abteilungen

### Handball

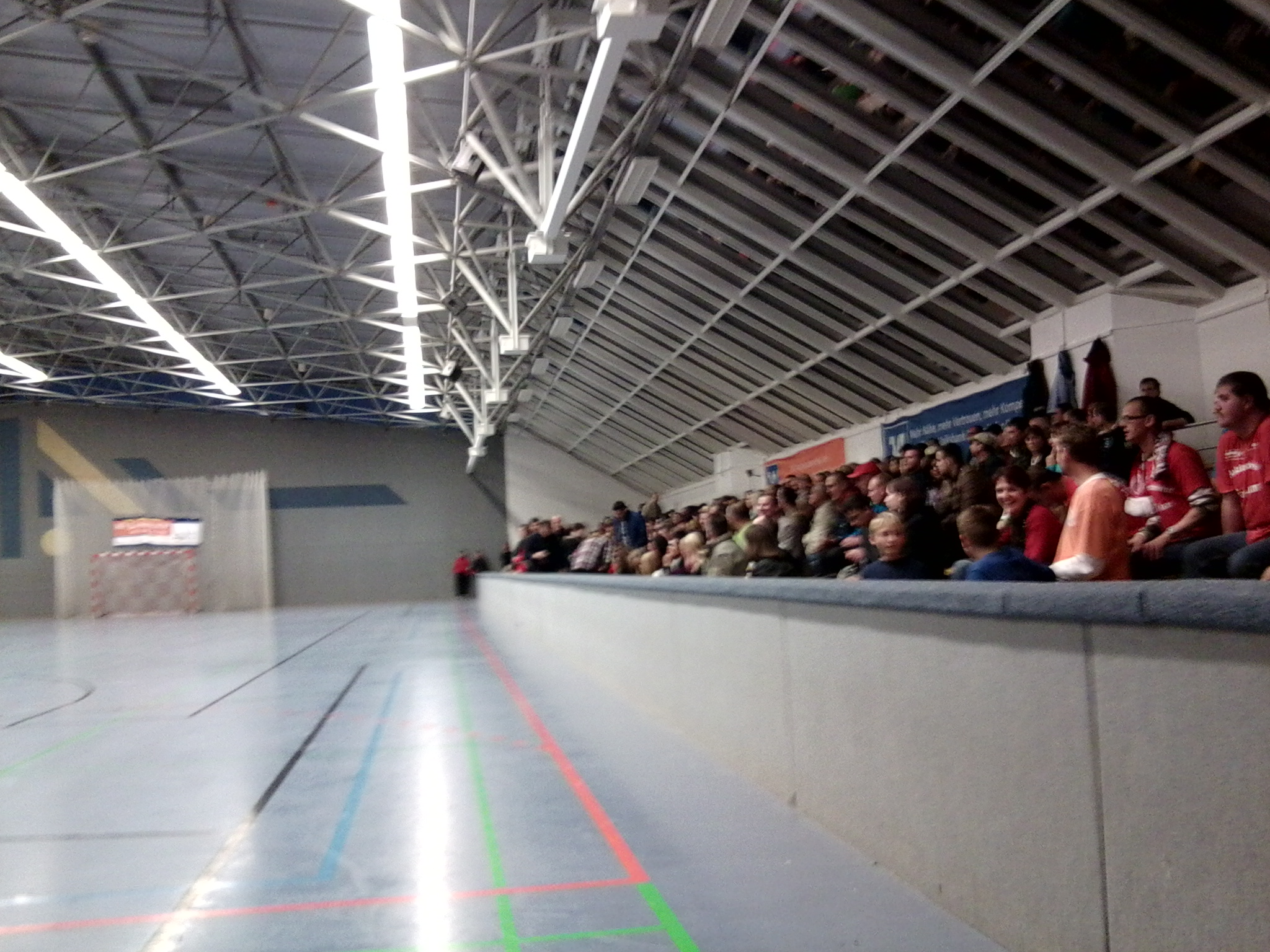
Die Hermsdorfer Halle während eines Spiels.

Bekannt ist der SV Hermsdorf im Handball durch seine gute Nachwuchsarbeit. Seit 1990 spielte die 1. Männermannschaft des SV Hermsdorf ein Jahr 2. Bundesliga (1991/92), neun Jahre Regionalliga, 4 Jahre Handball-Oberliga Mitteldeutschland und fünf Jahre Oberliga Thüringen. In diesen fünf Jahren wurde man bis auf 2008/09 Thüringenmeister (2008/09 Vizemeister, THV-Pokalsieger). Weitere Erfolge sind der Südwestdeutsche Meister in der C-Jugend. Ein Großteil der damaligen C-Jugendlichen spielt heute in der 1. Männermannschaft.
Aktuelle Mannschaften
- Männer: I - Mitteldeutsche Oberliga (6. Saison), II - Landesliga Thüringen
- Frauen: - Landesliga Thüringen
- Jugend männlich: A - Thüringenliga, B und C Landesliga, D Verbandsliga
- Jugend weiblich: B Thüringenliga, C Landesliga, D Verbandsliga
- Jugend gemischt: E Verbandsliga

Erfolge
- Aufstieg in die 2. Bundesliga 1991.
- Südwestdeutscher Meister C-Jugend

Höhepunkte
- 1994 Gastspiel des VfL Gummersbach
- 1997 Gastspiel des SC Magdeburg
- Gastspiel der HSG Nordhorn
- Gastspiel der deutschen A-Jugend Handballnationalmannschaft
- Gastspiele chinesische Nationalmannschaft, Nationalmannschaft Angola
- 2010 THV-FinalFour anlässlich 100 Jahre Handball in Hermsdorf

### Fußball
Die BSG Chemie war 1953 in die drittklassige Bezirksliga Gera aufgestiegen, stieg aber sofort wieder ab. Erst 1960 gelang der BSG Motor die Rückkehr in die Bezirksliga. Bis auf die Spielzeit 1964/65 (Bezirksklasse) spielte Hermsdorf in der Bezirksliga und wurde 1969 zum ersten Mal Bezirksmeister. In der nachfolgenden Aufstiegsrunde zur DDR-Liga belegte die BSG Motor den 1. Platz und erreichte damit den Aufstieg. Anschließend wurden die Hermsdorfer zur „Fahrstuhlmannschaft“. Zwischen 1970 und 1983 stieg die BSG Motor fünfmal aus der DDR-Liga ab, schaffte aber auch viermal den Wiederaufstieg.
Den Grundstein für das Erreichen der DDR-Liga hatte der ehemalige Meistertrainer Erich Dietel gelegt, der 1948 die SG Planitz zur ersten Ostzonenmeisterschaft geführt hatte. Dietel trainierte die Hermsdorfer Fußballer von 1966 bis 1973. Als Hermsdorf 1972 mit dem 7. Platz in der DDR-Liga seine beste Platzierung in der Geschichte der BSG errang, war es der Stürmer Gerd Möller, der mit seinen 17 Punktspieltoren nicht nur den Klassenerhalt seiner Mannschaft sicherte, sondern auch Torschützenkönig aller fünf Liga-Staffeln wurde.
Nach dem Abstieg aus der DDR-Liga 1983 verblieb die BSG Motor bis zur Einstellung des DDR-Fußballbetriebes in der Bezirksliga. Auch die Fußballspieler des 1990 gegründeten SV Hermsdorf kamen über untere Ligen im Thüringer Fußball nicht hinaus. Tiefpunkt war 1992 der Abstieg in Kreisoberliga. In der Saison 2010/11 spielte der Sportverein in der Landesklasse Thüringen, Staffel Ost (7. Liga), stieg jedoch am Saisonende in die Regionalklasse ab. Nach der Verbandsstrukturreform im Thüringer Fußball-Verband spielt der Verein seit 2012 in der Kreisoberliga Jena-Saale-Orla (8. Liga).
Erfolgreicher ist die Frauen-Fußballmannschaft, die in der viertklassigen Landesliga Thüringen spielt.
In der Nachwuchsarbeit ist die Abteilung Fußball für die Jahrgänge A-,B-,C- und D-Jugend eine Spielgemeinschaft mit dem SV Eintracht Eisenberg und dem SV Elstertal Silbitz/Crossen eingegangen.
Aktuelle Mannschaften:
- Männermannschaft  I: Kreisoberliga Jena-Saale-Orla
- A-Jugend: Coca-Cola Landesklasse I
- B und C-Jugend (SV Eintracht Eisenberg, SV Hermsdorf; SV Silbitz Crossen)
- D-Jugend: Kreisklasse; E-Jugend: Kreisliga; F-Jugend: Kreisliga
- Frauenmannschaften: E, D, C Juniorinnen (SG Eisenberg/Hermsdorf) sowie die Frauenmannschaft

### Badminton
Die Abteilung Badminton wurde 1958 in Hermsdorf gegründet. Durch Freude am Federball fanden sich Schüler der damaligen Erweiterten Oberschule (EOS) zur Gründung unter der Leitung von Ingeborg Eckart zusammen und gehörten der BSG Motor Hermsdorf an. Damaliger Trainingsort war eine Schulsporthalle mit einem Spielfeld und Ofenheizung (1 m entfernt vom Spielfeldrand). Erste Erfolge im Spielbetrieb der Schüler, wie den Gewinn des Pionierpokals, sorgten für ausreichend Nachwuchssportler.
Der Bau einer Traglufthalle im Jahre 1968 brachte die Trainingsmöglichkeit auf drei Feldern. Allerdings waren die äußeren Bedingungen, wie das Fehlen einer Heizung und Waschmöglichkeiten und vor allem das Zusammenfallen der Halle bei Sturm alles andere als günstig. Durch den damaligen Abteilungs- und Übungsleiter Helmut Benz wurde eine sehr erfolgreiche Trainingsarbeit im Nachwuchsbereich geleistet. Zwischen 1969 und 1972 erkämpften die Schüler im DDR-Maßstab vier Bronze und sechs Silbermedaillen sowie DDR-Meistertitel.
Nach der Wende sank die Mitgliederzahl und speziell im Nachwuchsbereich fehlte es an guten Spielern. Der Geschlossenheit und dem Gemeinwohldenken der „Altgedienten“ in der Abteilung ist es zu verdanken, dass es im Hermsdorfer Badmintonsport wieder aufwärts ging und erneut Erfolge eingefahren werden konnten. 1993 wurde mit dem 1. BC ESV Gera im Seniorenbereich eine Spielgemeinschaft gegründet, welche bis 1999 bestand. In den Spielzeiten danach gelang es, mit einer wieder eigenständigen Mannschaft bis in die Verbandsliga/Verbandsklasse aufzusteigen. Mehrmals musste die Mannschaft bis 2022 aufgrund Personalmangels vom Spielgeschehen abgemeldet werden. Ein Neustart in der Kreis- oder Bezirksliga gelang bisher immer. Zur Saison 2022/2023 können wieder 2 Mannschaften für den Spielbetrieb gemeldet werden. Das langfristige Ziel ist es, 2 Mannschaften im Spielbetrieb zu etablieren. Dafür soll die seit Jahren gute Nachwuchsarbeit sorgen. Regelmäßig werden Medaillen bei Thüringer Meisterschaften gewonnen. Einige Spieler und Spielerinnen der Jugend sind regelmäßig bei überregionalen Turnieren im Einsatz.
Aktuelle Turnierbeteiligungen (Saison 2022/2023):
- 1. Mannschaft: Bezirksklasse Thüringen
- 2. Mannschaft: Kreisliga Ostthüringen
- Teilnahme an allen Thüringer Turnieren der Altersklassen U9 bis U19
- Teilnahme an überregionalen Turnieren der Altersklassen U9 bis U19

### Geschichte
Der Sport hat in Hermsdorf eine lange Tradition. Erste Sportgemeinschaften sind um 1861 nachweisbar. In der Zeit vor dem Krieg gab es folgende Hermsdorfer Fußballvereine : SC Hermsdorf (nachweislich am 17. November 1920 SC Hermsdorf : 1. SV Jena III 6:3), in den 30er Jahren gab es eine Fußballmannschaft Turnbund Hermsdorf und den SC Hermsdorf-Klosterlausnitz die in der 2. und 3. Kreisklasse in Ostthüringen spielten. Am 18. Januar 1949 wurde die BSG „Einigkeit Hermsdorf“ / Thüringen gegründet. Trägerbetrieb war die damalige HESCHO, später Kombinat VEB Keramische Werke Hermsdorf (KWH). Am 9. November 1950 erfolgte auf Grund der Zuordnung auf die verschiedenen Industriezweige die Umbenennung in BSG „Chemie Hermsdorf“. 1954 wurde die BSG „Chemie“ in BSG „Motor Hermsdorf“ umbenannt. Nach der Wende wurde daraus der SV Hermsdorf / Thüringen gebildet.

### Vorstände der Betriebssportgemeinschaften
- Willy Planer: 18. Januar 1949–8. November 1950, BSG Einigkeit Hermsdorf
- Willy Planer: 9. November 1950–1954, BSG Chemie Hermsdorf
- Willy Planer: 1954–1966, BSG Motor Hermsdorf
- Waldemar Schilling: 1966–1972
- Hans Leipold: 1972–1974
- Richard Fleischmann: 1974–1980
- Hans Leipold: 1980–1985:
- Reinhard Paetsch: 1985–1986
- Dr. Peter Dobras; 1986–1990

### 1. Vorsitzende des SV Hermsdorf
- Peter Dobras: 1990–1992
- Dietrich Hermann: 1992–1994
- Gerd Pillau seit 1994.